# Герштейн, Давид
Давид (Дуду) Герштейн (ивр. דוד (דודו) גרשטיין‎) (родился 14 ноября 1944) — израильский художник, скульптор, рисовальщик и гравер. Он начинал как фигуративный художник и был лауреатом премии Музея Израиля за иллюстрацию. В конце 1970-х он хотел расширить границы двухмерной живописи до трехмерной живописи. Он начал вырезать основные предметы из каждой картины и убирать фон создавая уникальные и культовые вырезанные изображения, свободно стоящие в пространстве, без стандартной и традиционной квадратной рамки.
Это привело его к работе в скульптуре в основном по дереву и использованию промышленных красок в качестве покрытия. Используя основные цвета и предметы из повседневной жизни, он создал вариацию личного стиля поп-арта, который он определил как поп-арт второго поколения. Следуя по пути Роя Лихтенштейна, Тома Вессельмана и Дэвида Хокни, Герштейн также стремился создать свой личный пост-поп-арт стиль, оставив позади монохромную палитру масла и акварели и вместо этого использовал яркие, ориентированные на дизайн цвета.
С 1980 по 1995 год он создавал в основном отдельно стоящие деревянные скульптуры, от которых позже отказался, когда обнаружил технологию лазерной резки. Тем самым он первым применил лазерную резку в искусстве и был первым художником, использовавшим многослойные стальные скульптуры для стен.
Его искусство было показано в музеях по всему миру, начиная с Музея Израиля в 1987 году В 2016 году он выиграл премию Тайваня за художественное творчество. Его скульптуры велосипедистов были куплены Лансом Армстронгом и упомянуты в трудах Стивена Кинга. Его уличная скульптура «Моментум» — самая высокая общественная скульптура Сингапура. Одновременно со своими настенными скульптурами Герштейн проявлял большой интерес к скульптуре в общественных местах, он создал более 40 скульптур на общественных площадях и площадях только в Израиле. Это побудило его создать ещё много крупномасштабных скульптур на открытом воздухе в Англии, Франции, Швеции, Италии, Китае, Южной Корее и других странах
Давид (Дуду) Герштейн родился в 1944 году в Иерусалиме в семье иммигрантов из Польши. И он, и его брат-близнец Джонатан (Йони) Герштейн с ранних лет проявляли артистический талант. В возрасте тринадцати лет его отправили в лагерь искусств в Иерусалиме, который он посещал несколько лет подряд. Позже он учился в Центре искусств Бейт-Цви в Рамат-Гане.
В детстве его тронули работы импрессионистов и более ранние направления в истории искусства. Он часто бывал в галерее неподалеку от своего дома и всегда стремился найти там выставленные новые картины, «глубоко эмоционально тронутый» находившимся там искусством.
В 1955 году, в возрасте 11 лет, Дэвид познакомился с современным искусством, когда он увидел в газете репродукцию картины Пикассо «Герника». Репродукция пробудила его интерес к направлениям современного искусства, таким как кубизм и экспрессионизм. Подростком он продолжал посещать музеи и галереи.
Во время обязательной военной службы он написал серию маслом рыбацких причалов, лодок и пейзажа кибуца. По завершении военной службы Дэвид подал заявление в Академию искусств и дизайна Бецалель в Иерусалиме, где он встретил учителя Авраама Офека который оказал заметное влияние на стиль Герштейна.

## Художественная карьера

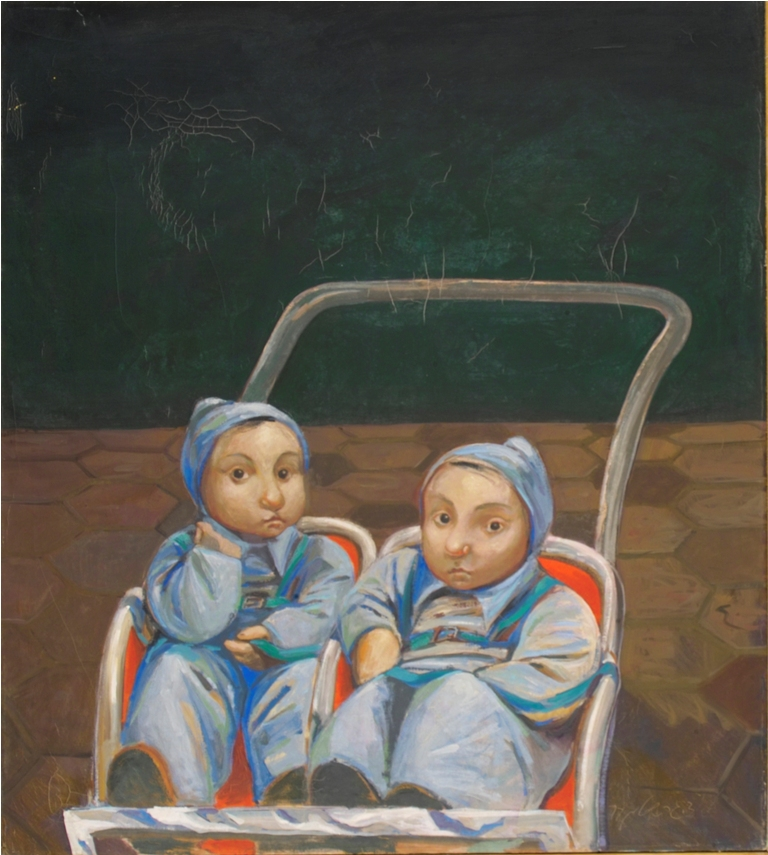
Близнецы, изображающие Герштейна и его брата

В 1965 году Герштейн поступил в ведущую художественную академию Израиля Бецалель на факультет графического дизайна, поскольку в то время художественного факультета не было. Через два года он понял, что графический дизайн его не интересует. С раннего детства мечтая побывать в Париже, он отплыл во Францию и в 1966 году поступил в Высшую школу изящных искусств в Париже где учился у Капелена-Миди.
После революции 1968 года во Франции, два года в Париже, он переехал в Нью-Йорк и посещал классы Лиги студентов-художников, где изучал портретную живопись под руководством Уильяма Ф. Дрейпера и масляную живопись под руководством Джейкоба Лоуренса.
Герштейн вернулся в Израиль в возрасте двадцати шести лет и начал преподавать в Бецалеле. Сначала он преподавал рисунок, а затем стал преподавателем кафедры дизайна ювелирных изделий, которая затем подвергалась процессу обновления; эволюционируя от устаревшего традиционного стиля «Бецалель» к представлению инновационных концепций, вдохновленных современным искусством. Благодаря своему опыту работы в изобразительном искусстве, Герштейн отвечал за сокращение разрыва между ювелирным дизайном и миром современного искусства. Он познакомил своих учеников с современными движениями, такими как датский дизайн, экспрессионизм, концептуальное искусство, минимализм и другие современные движения. Он хотел, чтобы дизайн ювелирных украшений рассматривался в том же свете, что и современное искусство, не в меньшей степени, чем другие виды искусства, по своей декоративности. Спустя годы Герштейн заметил, что его участие в преподавании на кафедре повлияло на его переход от живописи к скульптуре.
Заинтересовавшись гравюрой и желая расшириться в области искусства, Герштейн поступил в Школу искусств Святого Мартина в Лондоне, где сосредоточился на гравюре и получил степень магистра искусств. Освоив литографию и шелкографию, он стремился объединить два средства массовой информации, которые ещё не были интегрированы. По окончании учёбы он был награждён первой премией и двумя наградами за выдающиеся успехи на конкурсе в конце года в Сент-Мартин.
Герштейн вернулся в Бецалель и применил гравюру в технике эмали. Уже тогда была заметна его тенденция к интеграции различных сред и передовых технологий в создание искусства; тенденция, которая сильнее отразилась в его использовании лазера в 1990-х годах. Он продолжал занимать должность старшего преподавателя в Бецалель до 1985 года.

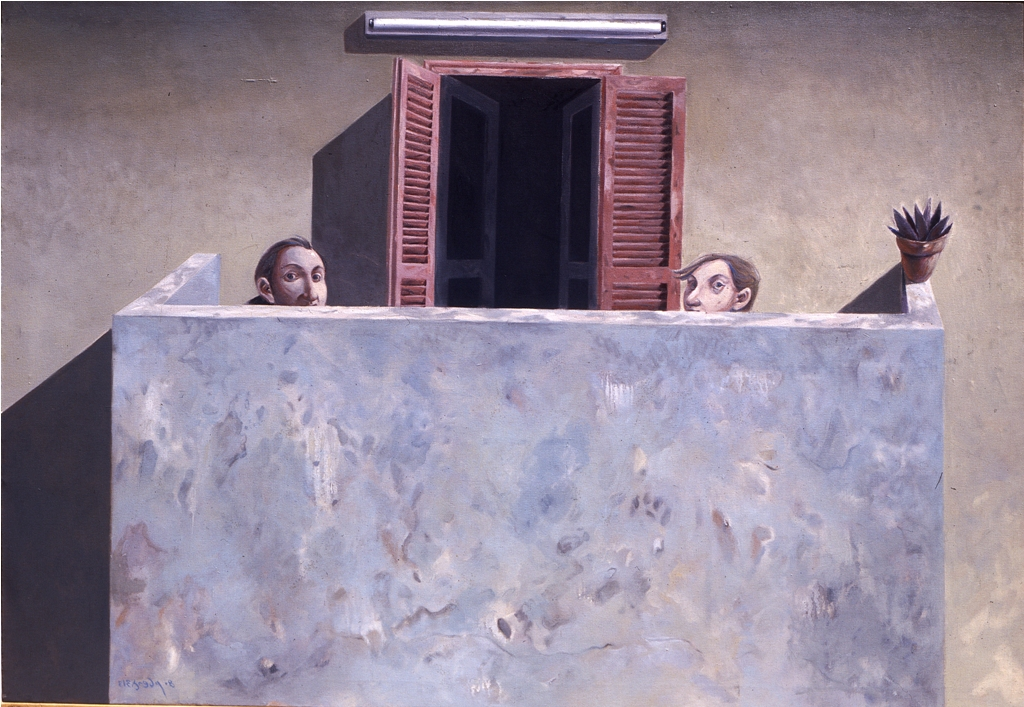
Давид Герштейн — Крепость, изображающая типичный тель-авивский балкон

## Выставки
Первая выставка Герштейна в Израиле состоялась в 1971 году в галерее Энгеля в Иерусалиме, на ней были представлены фигуративные рисунки и акварель. После этого он выставлялся в Иерусалимском Доме художника в 1972 году с большими масляными картинами, изображающими интерьеры и морское побережье, работы, получившие восторженные отзывы. Среди прочего, Герштейна сравнивали с Дэвидом Хокни из-за того, что «как и Хокни, он, в первую очередь, был мастером рисования с прекрасным цветовым чутьем».
В те годы Герштейн вел борьбу за легитимацию фигуративного искусства, неприемлемого для преимущественно концептуальной израильской арт-сцены. Тенденция концептуального искусства была ему неактуальна, и он выбрал менее общепринятую в то время ориентацию — фигуративную живопись. Герштейн был одним из немногих художников, таких как Авраам Офек, Ури Лифшиц и других, которые сосредоточились на повествовательно-образной живописи.
В этот же период параллельно с концептуализмом развивалось противоположное направление — гиперреализм. Герштейн, однако, стремился создавать образные картины, основанные на личном и свободном стиле, стремясь найти свой личный почерк . Герштейн стремился делать заявления о мире и жизни, используя рассказ и опыт своей личной жизни.
Герштейн нарисовал воспоминания из своего прошлого, такие как его мать, катавшаяся на велосипеде, или картину, изображающую детство близнецов, отсылающую к детству его брата-близнеца и его, детские каникулы на Мертвом море и т. д. Среди его главных вдохновителей были работы Ханоха Левина, который представил суету жизни в духе комической иронии. Герштейн стремился сделать то же самое в живописи: «Я пытался выразить в живописи то, что писал Левин: отношения между мужчинами и женщинами, внутри семей… своего рода гротескный стиль живописи».
Другим вдохновителем в то время был художник Джордж Гросс, с которым он чувствовал близость и который также имел дело с тем, что Герштейн назвал «человеческой комедией». Кроме того, на него повлияли Дэвид Хокни, Фернандо Ботеро и Хосе Луис Куэвас, которые занимались человеческим опытом и взаимодействием людей.

## Фигуративная живопись
В 1970-х Герштейн исследовал интеграцию личных тем наряду с фигуративной живописью, особенно в своих акварелях и гуаши на бумаге. Его работы возникли не из политической области, природы или науки, а, скорее, из ранних личных воспоминаний о семье и взрослении. Сначала эти работы предназначались как эскизы к большим холстам, написанным маслом. Однако со временем он заинтересовался акварелью только на бумаге, и они стали его основным средством. Герштейн создал серию картин о своем детстве на основе фотографий и воспоминаний. Другая серия была посвящена памяти о свободе: его мать ехала на велосипеде по улицам, и этот мотив превратился в серию велосипедистов в 1990-х годах и позже. Другая серия картин посвящена внутренней обстановке личных жилых пространств, таких как гостиные, во французских традициях. Повторяющимся мотивом в этих работах была кошка, а также ваза, которые, по мнению художника, выражали «безмятежность повседневной семейной жизни».
Желая выразить внутреннюю, интимную жизнь отдельных людей и семей, Герштейн также интересовался публичной сферой, и, в частности, напряжением между частным и публичным. Именно тогда его привлекла тема балконов, которые успешно уловили это напряжение; С одной стороны, они были продолжением личного дома, а с другой стороны, они походили на выставку, выставленную для публики на улице внизу. Это были работы, порожденные ностальгией и тоской по его детским воспоминаниям о тель-авивских балконах с шелушащейся штукатуркой и повседневной скромной жизни пар среднего возраста из рабочего класса, как он вспоминал от друзей своих родителей.
И кошка, и ваза для цветов продолжали сопровождать его работы десятилетия спустя. Занимаясь этими мотивами, Герштейн хотел «сбежать из израильской политической реальности в олимпийское спокойствие, свободное от потрясений». В середине 70-х он создал серию картин людей на пляже под влиянием детских воспоминаний художника и наблюдений. Другая серия картин включала пейзаж района Эйн-Керем, где в то время жил художник, который использовался в качестве фона для композиций, изобилующих взаимодействующими фигурами в группах и парах.

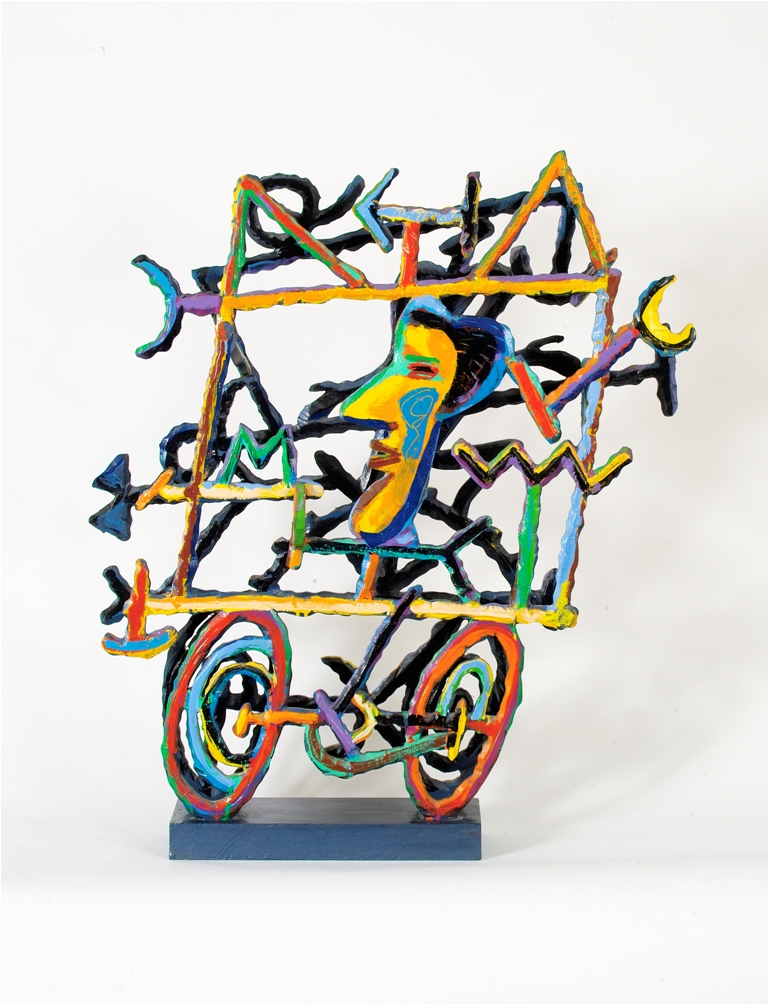
Дэвид Герштейн — Автомобиль, одна из первых скульптур художника в начале 1980-х.

Цель Герштейна изобразить повседневный опыт израильской жизни осуществилась в 1980-х годах. Герштейн образно описывает главы из израильского опыта, почерпнутые, среди прочего, из детских воспоминаний в Тель-Авиве. В первой серии с юмористической иронией изображен Тель-Авив с его балконами в стиле Баухаус. Этот сериал основан на воспоминаниях Герштейна о поколении его родителей из «маленького Тель-Авива»; люди, на которых он смотрел с удивлением и юмором. Эти картины выражают напряженность между поколением детей сабра и поколением родителей в относительно «изгнании».
В сериале представлены пожилые люди, «старый мир» отражается в их лицах, как это видно глазами ребёнка-сабры, смотрящего на «поколение пустыни»; поколение, основавшее страну, иммигрировавшее в молодом возрасте, но все ещё отмеченное наследием «диаспоры». Истоки этой серии можно найти в акварелях и гуаши на бумаге Герштейна 70-х годов, части которых были адаптированы к холстам, написанным маслом. В 80-х Герштейн развил это в другую серию картин, изображающих купающихся на Мертвом море, о которых Авраам Эйлат писал: «Жители балконов спустились к Мертвому морю, где они лежат на берегу, накрытые. в грязи, подвергая свои розоватые тела милосердию солнечных лучей и соли и медленно обжариваясь».

## Ранняя скульптура
Несмотря на положительную реакцию, которую его картины вызвали как со стороны критиков, так и со стороны мира искусства, Герштейн чувствовал необходимость обновиться, найти новые направления и расширить свои художественные границы. В течение 1980—1987 годов, продолжая рисовать, Герштейн экспериментировал с деревянными скульптурами, которые были «трехмерными, сохраняя при этом двухмерность». Герштейн стремился «расширить границы живописи» до области третьего измерения. Недовольный своими небольшими экспериментами со скульптурой, художник обнаружил, что может вырезать и собирать элементы в своего рода скульптуру в космосе. Идея пришла ему в голову во время дежурства запаса, когда он разбирал картонные коробки с патронами. Он нарисовал внутреннюю перегородку коробки, а затем собрал её. Отсюда возникла идея рисования на картоне большого размера, превращенного в скульптуру. После создания ряда скульптур из картона Герштейн использовал дерево и тонкий алюминий. Герштейн определяет те годы как «борьбу» между живописью и скульптурой, сравнивая свое отношение к живописи как отношение к жене, в отличие от своего отношения к скульптуре: соблазнительный любовник.
Герштейн впервые показал эти скульптуры в Доме Горация Рихтера в Тель-Авиве в 1981 году. Это был смелый шаг для 36-летнего художника, который ранее не был известен скульптурой. Работы были из алюминия и дерева, а сюжет — продолжение работ 1970-х: его мать катается на велосипеде, кошки, вазы для цветов и различные элементы натюрморта.
В 1984 году Герштейн поехал в Нью-Йорк, впервые после завершения своего обучения там пятнадцатью годами ранее, и начал работать с арт-дилером Мэрилин Голдберг, которая заказала изготовление шести ограниченных тиражей алюминиевых гравюр под названием «Art Cats». В серию вошли вырезки кошек, вдохновленные рисунками двенадцати известных художников, от Ван Гога до Пикассо и Лихтенштейна. После этих работ Герштейн был приглашен для показа в Музей Израиля в Иерусалиме. Выставка 1987 года была представлена под заголовком «От Дуду к 3-D» и представляла собой скульптуры, которые были «красочными, веселыми, забавными и напоминали игрушки или вырезки из бумаги». Выставка представляла собой краткое изложение трехмерных работ Герштейна за предыдущие семь лет и стала прорывом для художника. Большая часть выставленных работ была приобретена международными коллекционерами, и впоследствии Герштейн был приглашен для участия в выставках в Соединённых Штатах и Канаде.

## Стилистическая разработка

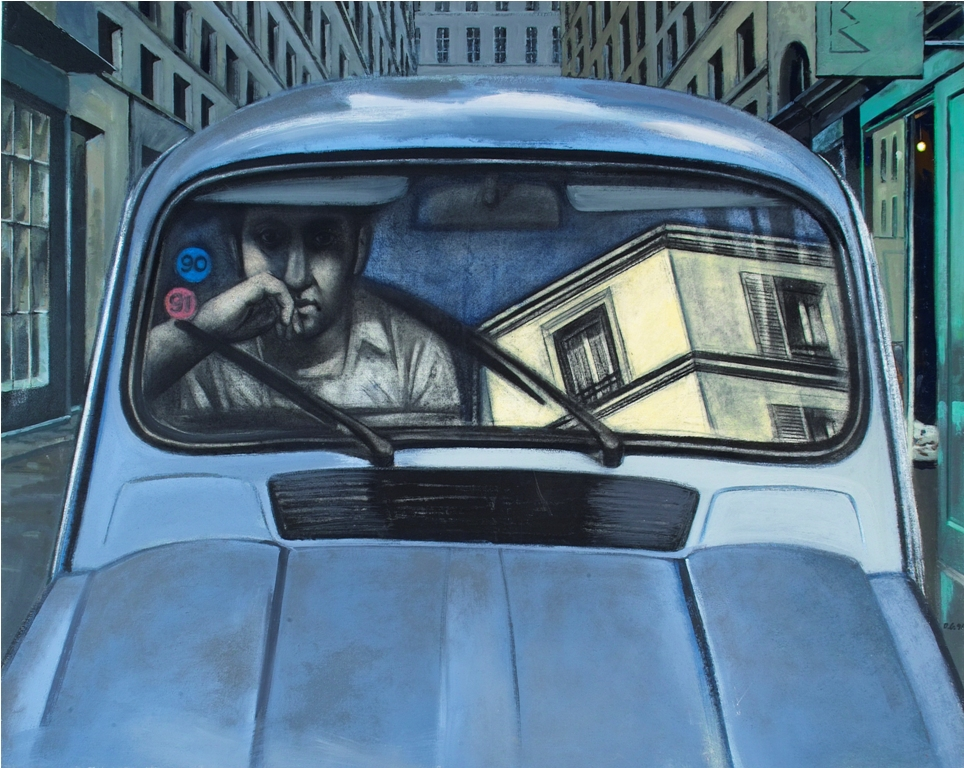
Давид Герштейн — Клаустрофобия, созданная в Париже во время резиденции Герштейна в Cité internationale des Arts, 1990—1991.

Продолжая развивать свою скульптуру в 90-х, Герштейн вернулся к живописи в стиле, который напрямую связан с балконами и серией Мертвого моря, изображенной в 70-х и 80-х годах. Созданная в этот период серия автомобилей представляет людей, путешествующих в автомобиле, с точки зрения зрителя, «подглядывающего» за пассажирами через переднее лобовое стекло. Подобно мотиву взгляда на балконы Тель-Авива, и здесь Герштейн выбрал перспективу постороннего, смотрящего на водителя через лобовое стекло, в то же время отражая окружающую среду в отражениях на лобовом стекле. Сериал был создан в Париже во время резиденции Герштейна в Cité Internationale des Arts, 1990—1991.
В 1995 году, после многих лет работы с деревом, Герштейн открыл технологию лазерной резки и начал резать металлы и красить их глянцевой краской, взятой из автомобильной промышленности. В этом он сотрудничал с галереей Розенфельд в Тель-Авиве.
Сначала он начал работать с однослойной сталью с вырезом. В связи с тем, что металл требовал промышленной окраски, в основном на основе основных цветов, Герштейна привлекали яркие основные цвета.
Вскоре после того, как он начал работать с однослойным лазерным вырезом, он начал экспериментировать с добавлением одного дополнительного металлического слоя для вырезания. С помощью шурупов он прикрепил второй слой к первому, и эта техника сразу же была «увлечена»: "С самого начала я пытался создавать трехмерные картины, что и привело меня к деревянным скульптурам в начале 1980-х годов. Внезапно, пятнадцать лет спустя, я наконец нашел идеальный способ создать трехмерную картину, парящую над стеной, дышащую, живую. Для меня это был момент эврики. С этого момента я знал, что хочу и дальше развивать эту среду "
Вскоре после этого Герштейн начал создавать эти многослойные резные настенные скульптуры ограниченным тиражом. Тем не менее, эти ограниченные серии были расписаны вручную, и поэтому каждая из них была уникальной.

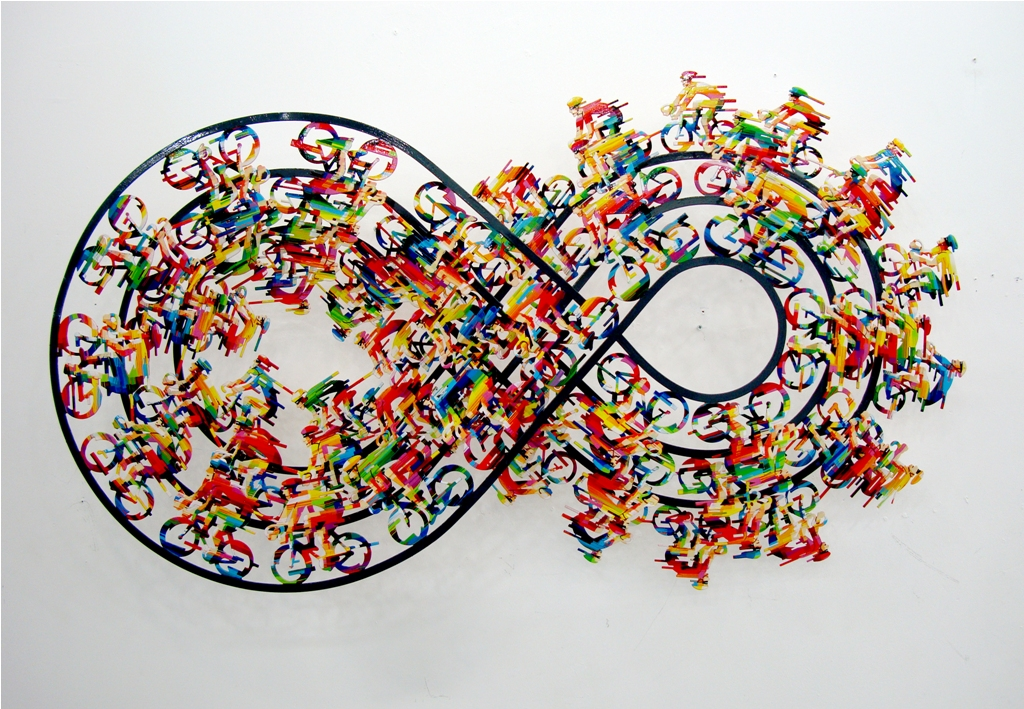
Дэвид Герштейн — Бесконечное ралли

## Скульптуры на открытом воздухе

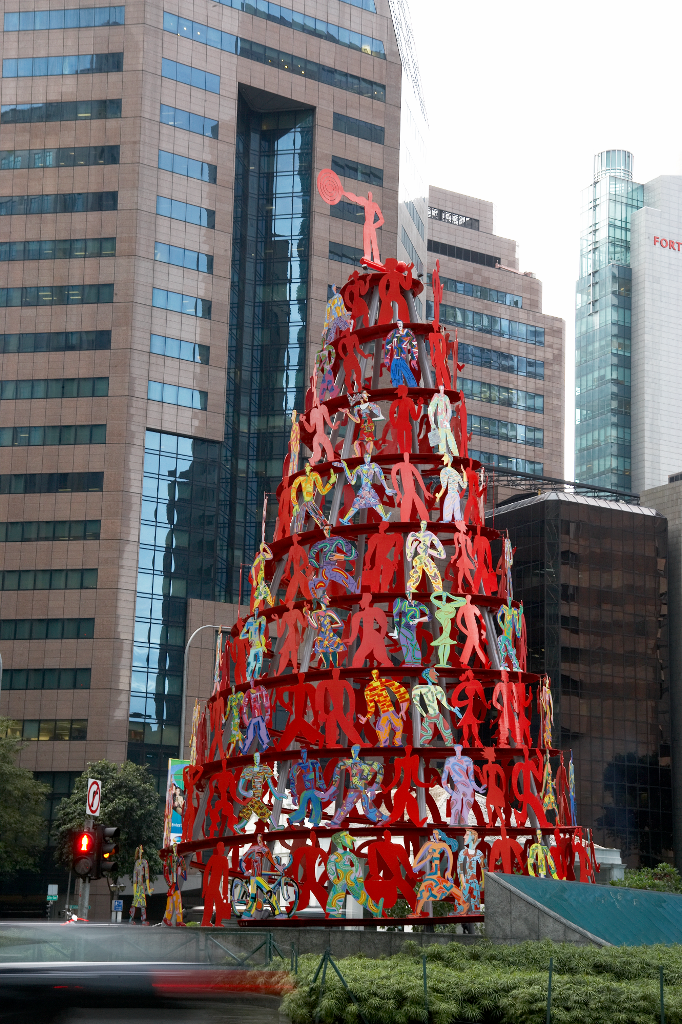
Momentum, Сингапур

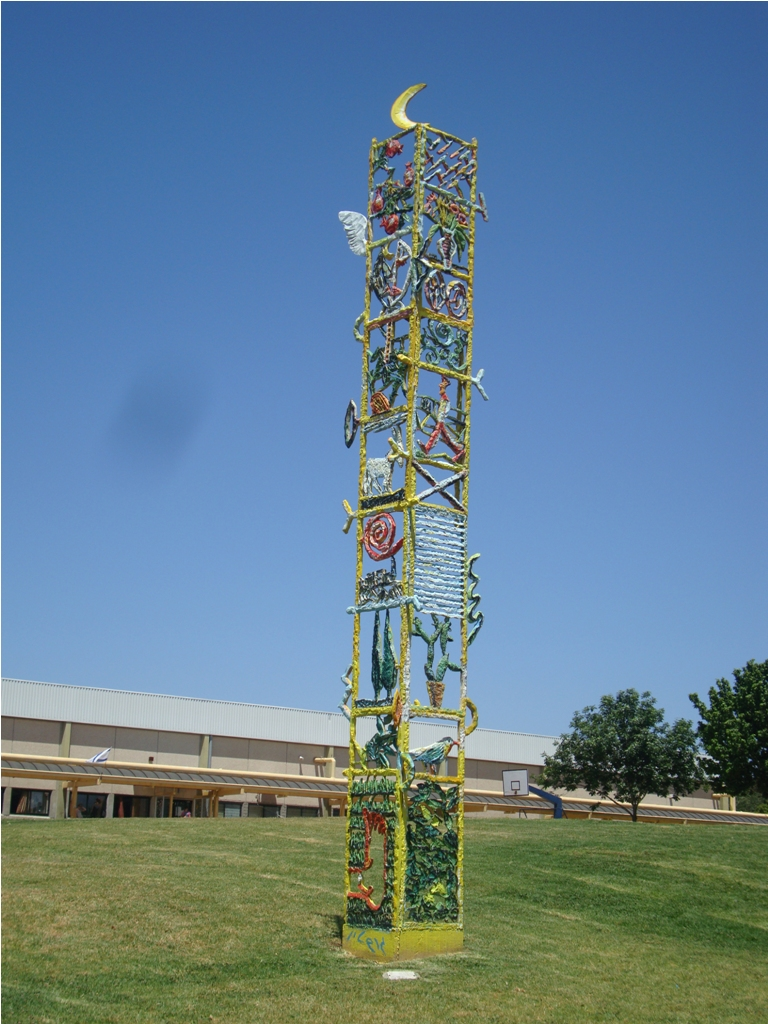
Лестница мотивов

Герштейн известен своими уличными скульптурами, многие из них установлены на городских площадях или рядом с общественными зданиями. Его скульптуры можно найти по всему Израилю: десять скульптур в Нетании, двенадцать скульптур в Герцлии, крупномасштабные скульптуры в кампусе Еврейского университета Иерусалима и Тель-Авивского университета, Авдат, Сад скульптур Йоава Дагона в Рамат-ха-Шарон, Мемориальная скульптура в Яхуд и мемориальная скульптура в Бейт-Хашанти в Мицпе-Рамоне, сельскохозяйственный факультет Еврейского университета в Реховоте, Раанане, Рамат-Алон в Хайфе, Холоне, Кирьят-Яме, Рамат-Гане, Ашкелоне, Мевасерет, Модиин и др.
За пределами Израиля Герштейн известен своими крупномасштабными красочными скульптурами, в том числе « Римский воин» находится в Бромфорде, Лондон. В сингапурском Raffles Place . Спортивный стадион и торговый центр в Синьчжу, Тайвань, Музей современного искусства в городе Тайнань, Тайвань; одиннадцать скульптур в Научном парке в Тайчжуне, Тайвань, шесть скульптур на открытом воздухе в здании Morgan Stanley в Сеуле, Корея; Звездный городок в Сеуле. Пять скульптур в парке в Гуйчжоу, Китай; скульптуры в больнице Тайканга, Пекин, Китай; и «Чай для двоих» в провинции Фулянь, Китай.
Его скульптура в деловом районе Сингапура имеет высоту 18,5 метра и считается самой высокой скульптурой в Сингапуре.

## Художественные концепции

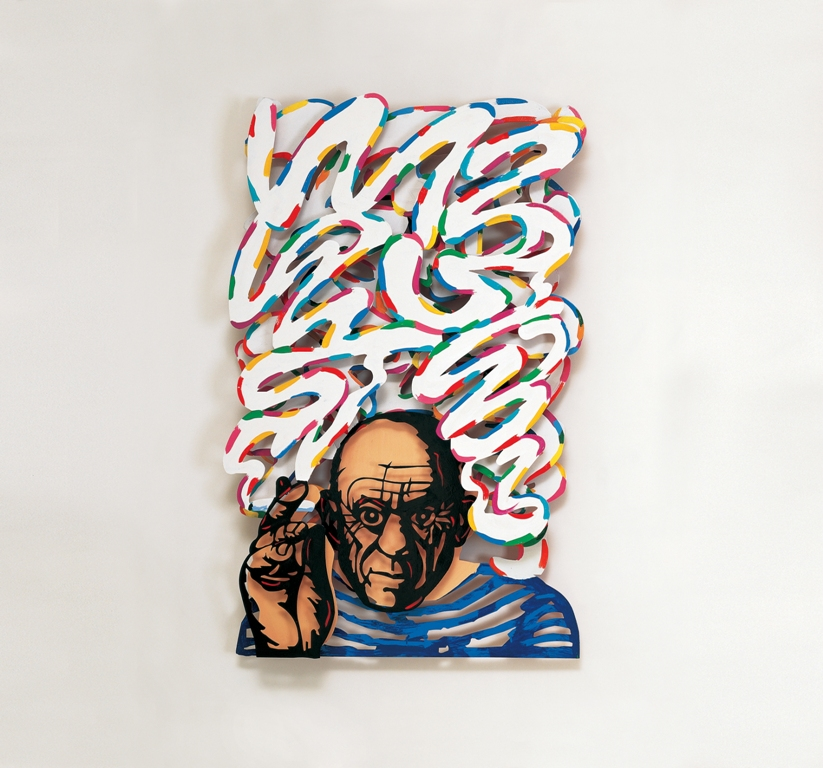
Последний великий курильщик

С 1970-х годов Герштейн стремился создать искусство, которое говорило бы с миром искусства, оставаясь доступным для обывателя. Его смелое использование цвета связано с желанием «копировать природу». Его смелое использование цветов в скульптурах исходит из его собственной философии. Герштейн объяснил, что точно так же, как ярко окрашенные фрукты или цветы в природе привлекают насекомых, его работа также должна была быть привлекательной для наблюдателя; и поскольку фрукт является не только объектом притяжения, но также источником витаминов, его работы также содержат добавленную стоимость. «Я специально имею дело с изображениями консьюмеризма, и цветовая привлекательность имеет стратегическое значение». Его работа «Обувная мания», изображающая женщину, волосы которой состоят из обуви, красочна, но выражает критику западного потребительства. Герштейн утверждает, что «может быть искусство ради удовольствия, в котором скрыто его более глубокое послание».
Ещё один руководящий принцип в творчестве Герштейна — выход за пределы галереи: «Я хочу разрушить неестественное разделение между музеем и улицей».

## Критика

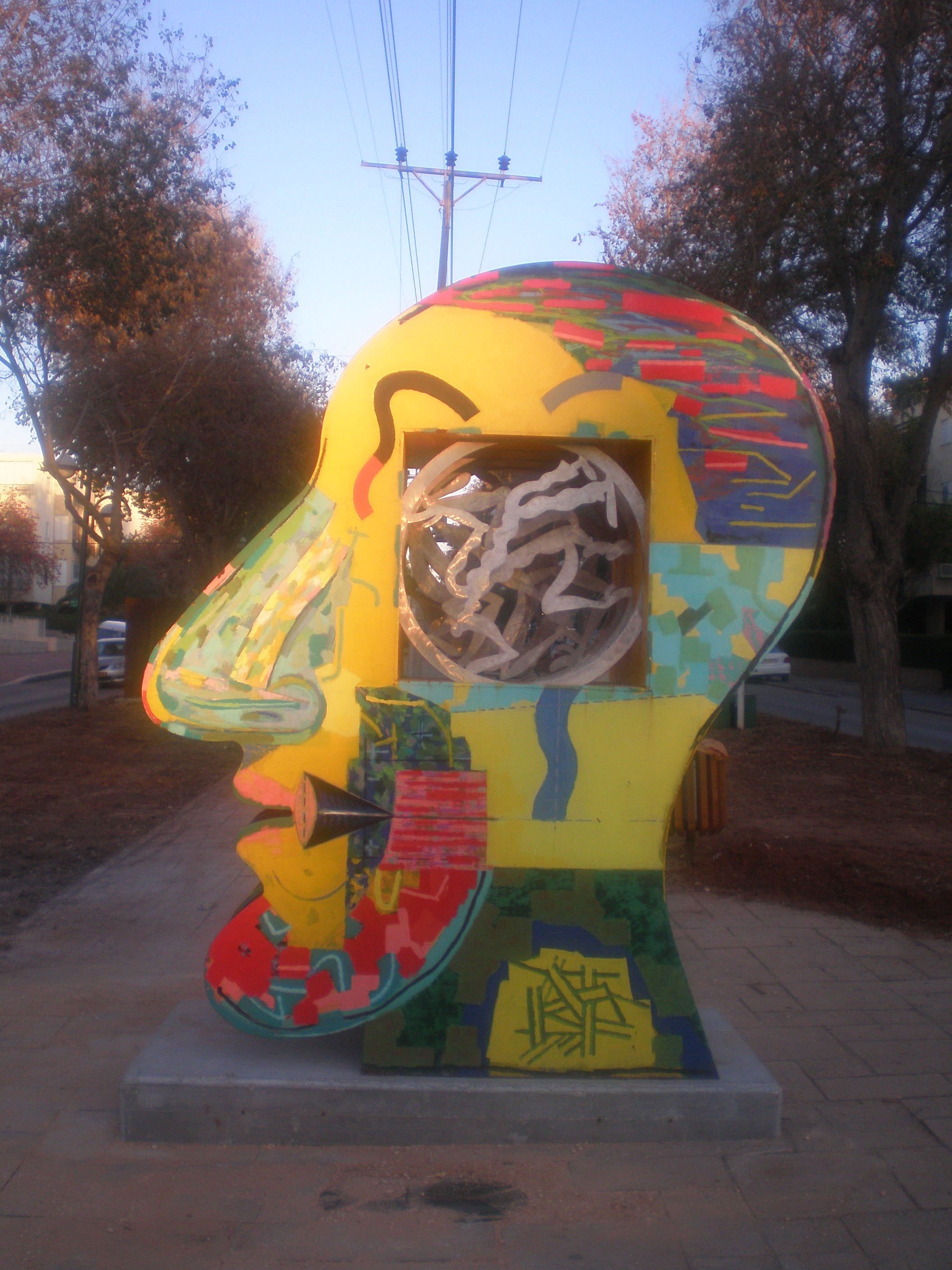
Скульптура Давида Герштейна в саду скульптур в Рамат-ха-Шарон, Израиль

Яркие цвета Герштейн назвал «декоративными» и «коммерческими». Герштейн говорит: «Формы и цвета в моей работе — это мой способ общения. Те, кто попробуют этот фрукт, обнаружат, что он не только красив, но и богат витаминами. Моя работа „Круг людей“ напоминает огромный цветок или букет, но под поверхностью скрывается негласная критика человеческой жизни; понимание того, что мы пришли из ниоткуда, никуда не уходим, а тем временем ходим по кругу, преследуя наши хвосты. Приглашаем всех желающих рассматривать работу как декоративный букет. Но если вы посмотрите на персонажей, составляющих Человеческий круг, вы увидите, что они некрасивые. На самом деле они даже некрасивые. Но в целом картина прекрасна и соблазнительна»

## Книги о Герштейне
- Дэвид Герштейн «Прошлое и настоящее» (2012) Скира ISBN 978-88-572-1064-3
- Балконы, Дэвид Герштейн (1984) издательство Domino, Израиль
- Дэвид Герштейн, «Работы» (2010)ISBN 9659149123
- Скульптуры Герштейна (2008), Adar Publications, Израиль
- Давид Герштейн рисует пасхальную агаду, Издательство Медицинского центра Рабина, 2015
- Изобразительное искусство в Израиле